# House of Numbers
House of Numbers är en kontroversiell och förment dokumentär film från 2009 i vilken Brent Leung argumenterar för att AIDS inte skulle orsakas av HIV.
New York Times och The Lancet sågade filmen grundligt, och arton forskare som intervjuas i filmen har i efterhand hävdat att deras svar redigerats selektivt för att ge en missvisande bild av deras utsagor.